# Aytaç Eryılmaz
Aytaç Eryılmaz (* 1952 in Zonguldak, Türkei) ist ein deutscher Buchautor. Er war geschäftsführendes Vorstandsmitglied des Kölner DOMiD.
Der Autor, der vorzugsweise zu migrationsgeschichtlichen Themen veröffentlicht, war zuvor im Verlags- und Druckereiwesen, sowie als Sozialberater tätig. Von dem gleichsam Gründungsmitglied des DOMiD-Vereins stammen Veröffentlichungen wie Fremde Heimat (1998) oder Projekt Migration (2005).